# باهاتیوکا (کریمه)
باهاتیوکا (به لاتین: Bahativka) یک منطقهٔ مسکونی در اوکراین است که در شهرداری سوداک واقع شده‌است. باهاتیوکا ۱٫۴ کیلومتر مربع مساحت و ۹۰۲ نفر جمعیت دارد و ۱۵۴ متر بالاتر از سطح دریا واقع شده‌است.